# ارنست دا سیلوا
ارنست دا سیلوا (انگلیسی: Ernest de Silva; ۲۶ نوامبر ۱۸۸۷ – ۹ مهٔ ۱۹۵۷) وکیل، بانکدار و کارآفرین اهل سریلانکا بود، که در سال ۱۹۳۹ بانک سیلون را تأسیس کرد.